# Cazalla (Lorca)
Cazalla es una pedanía del municipio español de Lorca, en la Región de Murcia. Se sitúa a 3 kilómetros del núcleo urbano de Lorca y a 68 de la ciudad de Murcia. En sus proximidades se hallan restos romanos, entre los cuales destaca la villa de Chuecos de Lorca llamada Torre de Sancho Manuel.

## Historia
La población se sitúa en lo que fue el centro de la cultura de El Algar, en el III milenio a. C. Destaca el yacimiento de la Torre de Sancho Manuel, donde se han hallado restos íberos y romanos.

## Transporte

### En autobús
Presta servicio la siguiente línea urbana:
| Línea | Recorrido       | Operador |
| ----- | --------------- | -------- |
| 9     | Óvalo - Cazalla | Limusa   |